# Finn Hudson
Finn Hudson est un personnage de la série télévisée américaine Glee, interprété par Cory Monteith et doublé en français par Charles Pestel. Son interprète est mort le 13 juillet 2013 à Vancouver.
Il est apparu dans le premier épisode de Glee. Finn a été développé par les créateurs Ryan Murphy, Brad Falchuk et Ian Brennan. Il est étudiant à l'école de fiction William McKinley dans la ville de Lima, en Ohio.
Finn est le quarterback de son équipe de football au lycée, et il rejoint le Glee Club. Au début de la saison 1, le personnage fréquente la chef des pom-pom girl, Quinn Fabray, mais il développe de profonds sentiments pour la star du Glee Club, Rachel Berry et ses histoires d'amour sont de plus en plus concentrées sur sa relation avec les deux.
On apprend son décès dans l'épisode 3 de la saison 5, The Quarterback, qui lui rend hommage.

## Saison 1
Finn est présenté comme le quarterback de l'équipe de William McKinley. Will Schuester repère Finn alors qu'il cherche de nouveaux talents pour compléter sa chorale. Il surprend Finn chanter sous les douches du vestiaire et décèle en lui un véritable don pour le chant. Finn s'y engage malgré les railleries des rustres footballeurs. Sa petite amie, la chef des pom-pom girls, les Cheerios, Quinn Fabray, s'inquiétant de la fidélité de Finn, rejoint alors le Glee Club afin de garder un œil sur lui, de peur que Finn puisse se rapprocher de la chanteuse du Glee Club, Rachel Berry. Quinn découvre qu'elle est enceinte, et dit à Finn que c'est lui le père alors qu'ils n'ont jamais eu de relations sexuelles. Le père de l'enfant s'avère être en réalité Noah Puckerman, le meilleur ami de Finn.
Quinn habite ensuite avec Finn et sa mère Carole (Romy Rosemont) après que ses parents aient appris qu'elle est enceinte et l'aie mise dehors. Lorsque Rachel informe Finn que Puck est le père du bébé de Quinn, Finn frappe Puck, rompt avec Quinn, et quitte le Glee Club en colère, mais après que le coach des pom-pom girl, Sue Sylvester sabote les Communales, Finn revient et les New Directions gagnent les Communales. Il fréquente brièvement Rachel, mais il met fin à leur relation afin de se concentrer sur son propre bien-être. Au moment où Finn se rend compte qu'il voulait vraiment être avec Rachel, il a le cœur brisé quand il découvre qu'elle a commencé à sortir avec Jesse St. James, le chanteur d'une chorale concurrente (Vocal Adrealine). Santana Lopez propose à Finn de perdre sa virginité pour améliorer son statut social, et il accepte, mais après, il regrette d'avoir fait l'amour avec Santana, et prétend à Rachel qu'il n'est pas allé jusqu'au bout avec elle. Rachel prétend à son tour avoir eu des relations sexuelles avec Jesse.
Petit à petit, le club commence à atteindre la prochaine étape du concours de chorales, et Jesse rompt avec Rachel. Comme Finn et Rachel sont sur le point de monter sur scène, Finn lui dit qu'il l'aime. Bien qu'ils perdent la compétition, ils deviennent un couple.
Un membre du Glee Club, Kurt Hummel, qui est gay, a le béguin depuis longtemps pour Finn, et met en place une rencontre entre son père Burt Hummel et la mère célibataire de Finn, Carole, dans l'espoir de passer plus de temps avec lui. Finn s'oppose d'abord à cette relation, craignant que sa mère oublie son défunt père, mais se montre rassurant quand Burt dit à Finn qu'il aime Carole, bien que Kurt soit consterné par la relation grandissante entre Finn et Burt. Finn et sa mère finissent par vivre avec les Hummel, mais lorsque Finn, mal à l'aise de dormir dans la même chambre que Kurt car il sait qu'il a le béguin pour lui mais qu'il ne l'admet pas, il utilise une insulte homophobe contre Kurt au cours d'une dispute, et Burt est dévasté. Finn a honte, et fait amende honorable en défendant Kurt quand il est victime d'homophobie.

### Solo ou solo avec les New Directions ou autres
- Can't Fight This Feeling (REO Speedwagon)
- I'll Stand by You (The Pretenders)
- (You're) Having My Baby (Paul Anka et Odia Coates)
- Hello, I Love You (The Doors)
- Jessie's Girl (Rick Springfield)
- Losing My Religion (R.E.M.)

### Duo/trio/quatuor et + ou duo/trio/quatuor et + avec les New Directions ou autres
- Lovin', Touchin', Squeezin (Journey)  (Finn jeune) avec Darren
- You're the One That I Want (Grease)  avec Rachel Berry
- Smile (Lily Allen)  avec Rachel Berry
- Open Your Heart / Borderline (Madonna)  avec Rachel Berry
- Like a Virgin (Madonna)  avec Santana Lopez, Rachel Berry, Jesse St James, Will Schuester et Emma Pillsbury
- House Is Not a Home (Dionne Warwick)  avec Kurt Hummel
- Run Joey Run (David Geddes)  avec Rachel Berry, Noah Puckerman et Jesse St James
- Total Eclipse of the Heart (Bonnie Tyler)  avec Rachel Berry, Noah Puckerman et Jesse St James
- Loser (Beck)  avec Noah Puckerman
- Good Vibrations (Marky Mark and the Funky Bunch feat Loleatta Holloway)  avec Mercedes Jones et Noah Puckerman
- Faithfully (Journey)  avec Rachel Berry et les New Directions
- She's Not There" ( The Zombies)  avec l'équipe de foot et les New Directions
- It's my life/ confession (usher/Bon Jovi) avec les garçons des New Direction

## Saison 2

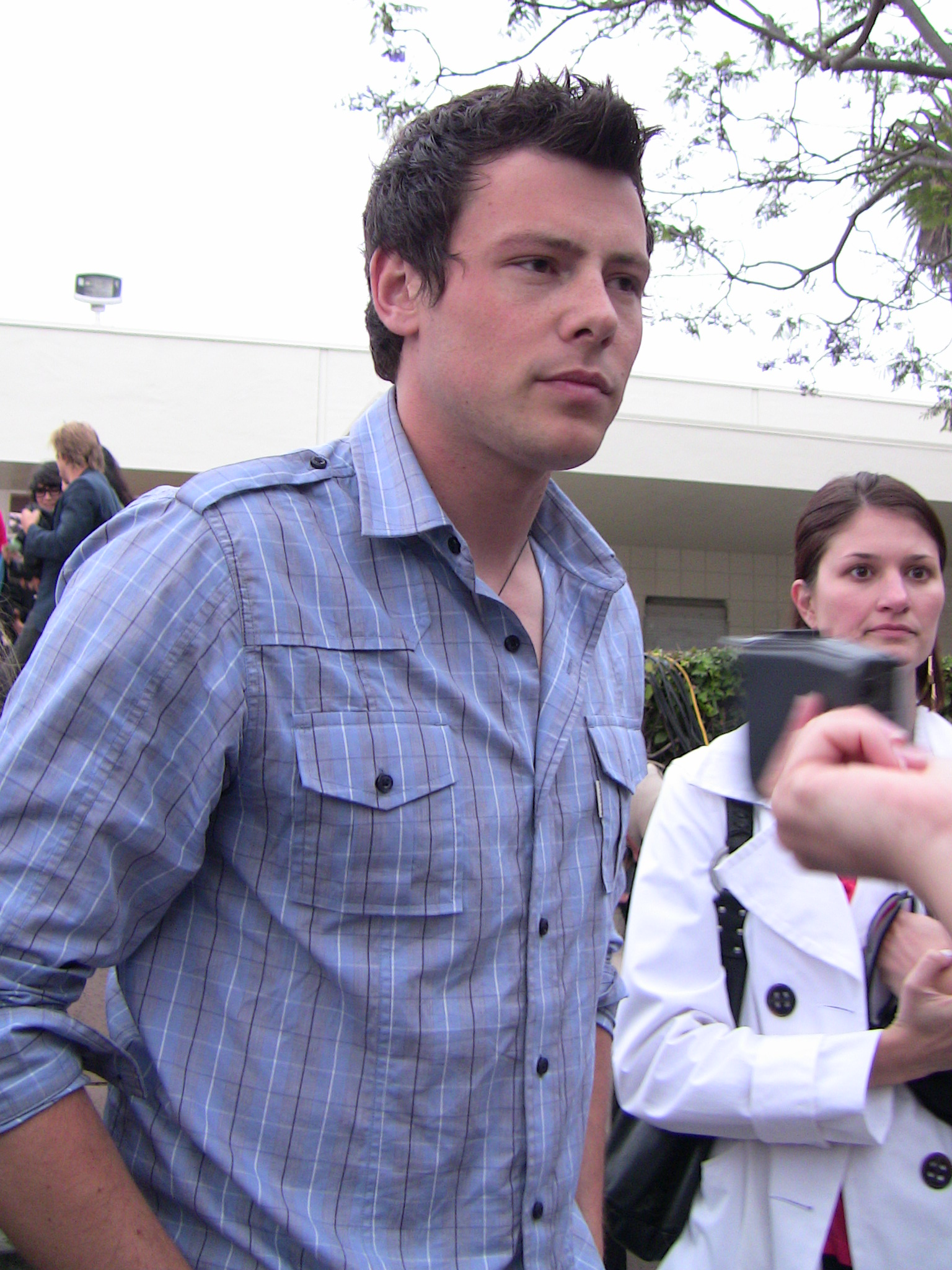
Cory Monteith interprète le rôle de Finn Hudson.

L'automne suivant, les insultes homophobes contre Kurt Hummel s'intensifient, mais Finn refuse de le défendre cette fois, car il craint que cela ne compromette sa position en tant que quarterback. Lorsque leurs parents se marient, Finn utilise son discours en tant que témoin comme une occasion de s'excuser auprès de Kurt, et un lien fraternel naît entre les deux. Au printemps, les deux hommes s'associent pour organiser les funérailles de la sœur de Sue Sylvester, Jean (Robin Trocki), lorsque Sue est trop bouleversée pour le faire, après quoi elle termine sa longue durée de campagne visant à détruire le Glee Club.
Finn va à l'encontre du nouvel entraîneur de football, Shannon Beiste (Dot-Marie Jones), qui débute brièvement l'arrêt de l'équipe, mais il est finalement rétabli, et devient bientôt le quarterback. Rachel Berry apprend que Finn a couché avec Santana Lopez, et trompe Finn avec Noah Puckerman; Finn apprend que Rachel l'a trompé et rompt avec elle. Dans "Le camp des zombies", Coach Beiste et Will Schuester font rentrer l'équipe de football dans le Glee Club pour une semaine afin de régler leurs différends et dissiper leurs préjugés. Après un début prometteur, les non-membres vont quitter le club et sont alors expulsés hors de l'équipe. L'équipe de football est alors réduite de moitié. Au même moment, Sue s'arrange pour faire reporter les Régionales des Cheerios afin de saboter le championnat, car le Glee Club est censé faire un show au même moment, pendant la mi-temps. Puck convainc finalement les joueurs de football de jouer pour la deuxième mi-temps, ce qui leur permettra également de revenir dans l'équipe, tandis que Finn convainc Quinn Fabray, Santana Lopez et Brittany Pierce de quitter les Cheerios et d'effectuer la mi-temps à la place. Le spectacle est un grand succès, et l'équipe de football remporte le Championnat.
Finn se fixe un nouvel objectif : reconquérir Quinn, qui est dans une relation sérieuse avec le joueur de football et membre du Glee Club Sam Evans. Après la mise en place d'un stand de baiser afin de ramasser des fonds pour le Glee Club, Finn parvient à embrasser Quinn, et ils ont un rendez-vous. Bien que Quinn décide finalement de rester avec Sam, il découvre qu'elle l'a trompé avec Finn, et rompt avec elle. Finn et Quinn se remettent donc ensemble, font campagne ensemble pour le roi et la reine du bal et vont au bal ensemble, mais Finn est expulsé pour s'être battu avec Jesse St. James à cause de Rachel, et le bal est gagné par Kurt (reine) et Dave Karofsky (roi). Finalement, Finn rompt avec Quinn à nouveau car il réalise à quel point ses sentiments pour Rachel sont profonds.
Lors des Nationales, comme les New Directions sont sur le point de monter sur scène, Rachel supplie Finn de revenir à lui, mais si elle confesse son amour, elle refuse, toujours déchirée entre son rêve de la célébrité de Broadway et son amour pour lui. À la fin de leur duo écrit par Finn, le public répond par un silence maladroit alors que Rachel et Finn s'embrassent sur scène et les New Directions perdent. Quand ils retournent dans l'Ohio, Rachel raconte à Finn qu'elle déménage à New York pour l'université. Il lui rappelle qu'ils ont une année entière jusqu'à l'obtention du diplôme et ils s'embrassent, renouvelant leur relation.

### Solo ou solo avec les New Directions ou autres
- The Power (Snap!) Danse uniquement
- Losing My Religion (R.E.M.)
- Just the Way You Are (Bruno Mars)  avec les New Directions
- She's Not There (The Zombies)  avec les Titans du lycée William McKinley
- I've Gotta Be Me (Sammy Davis, Jr.)  avec Mike Chang (danse)

### Duo/trio/quatuor et + ou duo/trio/quatuor et + avec les New Directions ou autres
- Don't Go Breaking My Heart (Elton John and Kiki Dee)  avec Rachel Berry
- With You I'm Born Again (Billy Preston et Syreeta Wright)  avec Rachel Berry
- Over at the Frankenstein Place (The Rocky Horror Show)  avec Rachel Berry et les New Directions
- Dammit Janet (The Rocky Horror Show)  avec Rachel Berry, Quinn Fabray, Mercedes Jones et Kurt Hummel
- Last Christmas (Wham!)  avec Rachel Berry
- I Don't Want to Know (Fleetwood Mac)  avec Quinn Fabray
- Isn't She Lovely ? (Stevie Wonder)  avec Artie Abrams, Mike Chang, Sam Evans et Noah Puckerman
- Pretending (Composition originale)  avec Rachel Berry

## Saison 3
Au début de la saison 3, il est toujours aussi amoureux de Rachel Berry; il demandera en mariage durant l'épisode 10 et il couche même avec elle à la fin de "The First Time". Plus tard, Finn se lie d'amitié avec Rory Flanagan, un irlandais qui fait partie d'un programme d'échange. Dans l'épisode "Mash-Off", Finn se retrouve victime d'intimidation par la pom-pom girl Santana Lopez à plusieurs reprises à cause de sa corpulence et de ses compétences en chant et en danse. Après avoir fait semblant de vouloir s'excuser, elle le pousse à bout, et Finn révèle alors le secret de Santana : qu'elle est une lesbienne. C'est dévastateur pour Santana, qui gifle Finn à la fin de l'épisode. Il est surpris par une fille dont l'oncle est contre la campagne de Sue Sylvester, et cette information est utilisée contre Sue dans une publicité télévisée.
Il demande Rachel en mariage : elle est d'abord réticente, soutenue par Kurt Hummel et Quinn Fabray qui affichent clairement leur opposition à ce mariage. Les parents des deux élus apprennent malencontreusement la nouvelle et s'avèrent être aussi contre cette union, cependant les parents de Rachel leur font croire qu'ils sont pour ce mariage, en espérant qu'ils changent d'avis. Enfin, Finn et Rachel prennent une décision finale en voulant se marier après la compétition régionale, malgré l'opposition de tout le monde. Mais le mariage est finalement interrompu par l'accident de Quinn, et Rachel et Finn ne se marient pas.
Plus tard, Noah Puckerman propose à Finn d'aller fonder leur entreprise en Californie, mais cette proposition fait dérailler les projets de Rachel et une scène de ménage éclate entre les deux tourtereaux, et Finn abandonne l'idée.
Dans l'épisode qui suit, Finn tente toujours de trouver son avenir après le lycée, mais il a l'impression d'être un boulet et de ne savoir rien faire, il se fait donc aider par Will Schuester, Emma Pillsbury et Rachel, mais cette aide ne lui sert à rien car il ne veut plus rien faire. Après une discussion avec Will, il décide de s'inscrire à une école d'acteur à New-York, au grand plaisir de Rachel.
Finalement, il ne sera pas accepté dans cette école. Ne désirant pas empêcher Rachel de vivre son rêve, il la force à partir vers New York sans lui.

### Solo ou solo avec les New Directions ou autres
- Girls Just Want to Have Fun (Cyndi Lauper, version de Greg Laswell)  avec Artie Abrams et Rory Flanagan

### Duo/trio/quatuor et + ou duo/trio/quatuor et + avec les New Directions ou autres
- Hot for Teacher (Van Halen)  - avec Blaine Anderson, Mike Chang et Noah Puckerman
- One Way or Another / Hit Me with Your Best Shot (Blondie / Pat Benatar) - avec Santana Lopez et les New Directions et les Troubletones
- I Can't Go for That (No Can Do) / You Make My Dreams Come True (Hall & Oates) - avec Quinn Fabray, Rory Flanagan, Tina Cohen-Chang et les New Directions
- Man in the Mirror (Michael Jackson)  - avec Artie Abrams, Blaine Anderson, Sam Evans, Noah Puckerman et les New Directions
- Santa Claus Is Coming to Town (Bruce Springsteen et E Street Band)  - avec Noah Puckerman
- Ben (Michael Jackson) - avec Kurt Hummel et Rachel Berry
- I Just Can't Stop Loving You (Michael Jackson)  - avec Rachel Berry
- More Than a Woman (Bee Gees)  - avec Kurt Hummel et Santana Lopez
- Stayin' Alive (Bee Gees)  - avec Santana Lopez, Mercedes Jones et les New Directions
- The Rain in Spain (My Fair Lady)  - avec Noah Puckerman et les garçons de New Directions

## Saison 4
Au début de la saison 4, il devrait être à l'armée. On le voit dans l'épisode 3 de la quatrième saison.
Il est allé voir Rachel à New York et frappe à sa porte alors que celle-ci est en train d'embrasser fougueusement Brody. Finn et Rachel resteront ensemble durant tout l'épisode 4 mais à la fin Rachel finira par rompre car pour elle c'est trop tard. Il reprendra la direction du Glee Club à la demande de Will Schuester pendant que celui-ci part à Washington. Dans l'épisode 13 il embrasse Emma, celle-ci étant sous pression pour l'organisation de son mariage sans Will. Lors du mariage de Will et Emma, Rachel et lui couchent ensemble. Et avec le retour de Will au Glee club, ils le co-dirigeront pour les régionales.

### Interprétations

#### En duo
- Barely Breathing (Duncan Sheik (en)) avec Blaine Anderson
- Juke Box Hero (en) (Foreigner) avec Ryder Lynn
- Bye Bye Bye/I Want It That Way (NSYNC/Backstreet Boys)avec Will Schuester
- (You Gotta) Fight for Your Right (To Party!) (Beastie Boys) avec Noah Puckerman

#### En groupe
- Don't Speak (No Doubt) avec Rachel Berry, Blaine Anderson et Kurt Hummel
- The Scientist (Coldplay)avec Blaine Anderson, Rachel Berry, Kurt Hummel, Santana Lopez, Britanny S. Pierce, Will Schuester et Emma Pillsburry
- You're the One That I Want (Grease) avec Rachel Berry, Marley Rose et Ryder Lynn
- Don't Dream It's Over (Neil Finn) avec les New Directions
- We've Got Tonite (en) (Bob Seger) avec Rachel Berry et New Directions

## Saison 5
À la suite du décès de son interprète Cory Monteith peu avant le début du tournage de la saison 5, le personnage de Finn Hudson est mort également avant le troisième épisode de cette saison qui lui est consacré afin de rendre hommage aussi bien au personnage qu'à l'acteur. Quelques épisodes plus tard, Rachel se tatoue son nom sur les côtes.

Il réapparaît à plusieurs reprises lors des 2 dernières saisons par le biais d'images d'archives.